# Comté de Marshall (Kentucky)
Pour les articles homonymes, voir Comté de Marshall.
Le comté de Marshall est un comté de l'État du Kentucky, aux États-Unis. Son siège est Benton.

## Histoire
Le comté a été fondé 1842, le premier établissement date environ de 1818, lorsque la région fut achetée aux Native Americans. Il a été nommé d'après John Marshall.